# 小行星1822
小行星1822（1822 Waterman）是一颗围绕太阳公转的小行星。1950年7月25日，印第安纳大学在摩根县发现了此天体。
該小行星以美國物理學家艾倫·托爾·沃特曼命名。
这颗小行星的绝对星等为30.53110261665502等。